# Balteo
Il balteo (der. dal latino balteus) è una striscia di tessuto o cuoio portata a tracolla, da una spalla al fianco opposto a cui appendere la spada, l'asta di una bandiera, un tamburo (v. banda musicale) o una piccola sacca (più propriamente detta giberna). Quando il balteo è dotato di alloggiamenti singoli per il trasporto di munizioni, viene detto bandoliera.